# Umeå hamn

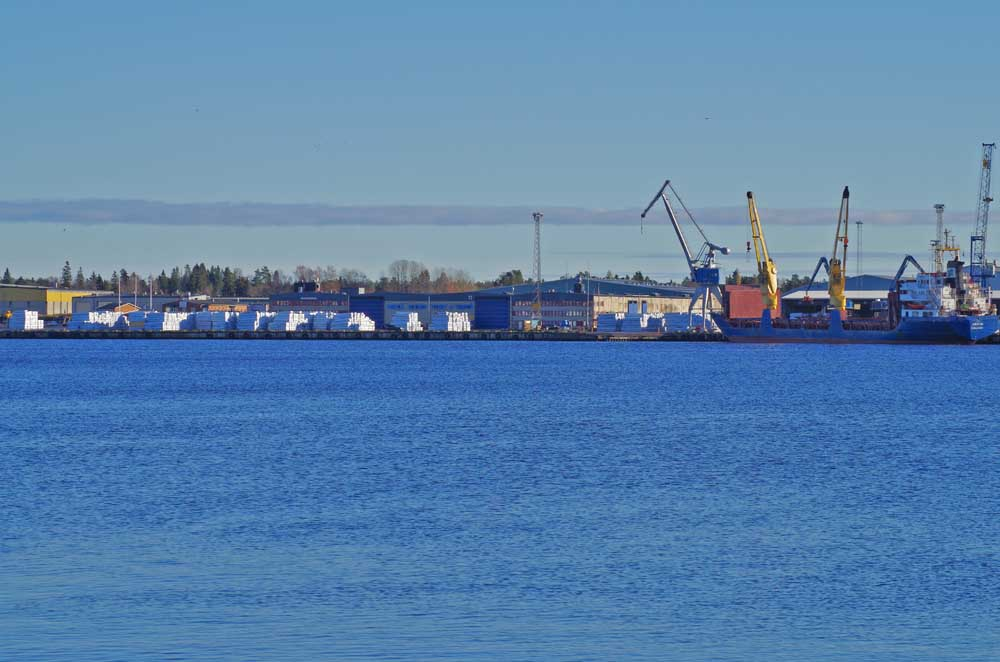
Umeå hamn sedd från färjekajen i Obbola.

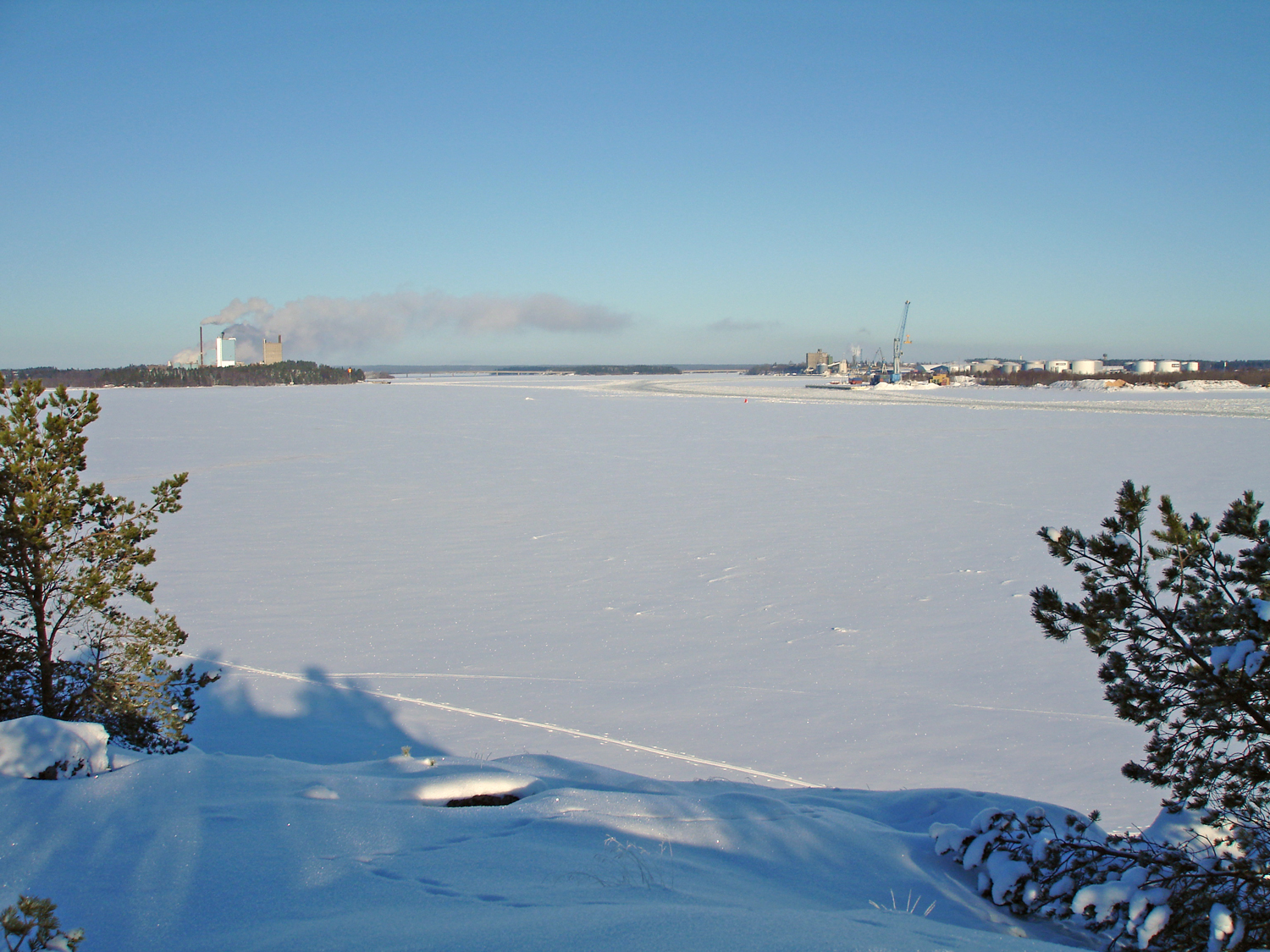
Umeå hamn till höger i bild, med SCA:s fabrik i Obbola till vänster.

Umeå hamn har under olika tidsepoker legat på olika platser beroende på landhöjning och centrum för Umeås verksamhet. Sedan 1919 är hamnen en uthamn belägen i Holmsund vid Umeälvens mynning i Kvarken. Hamnen är en av de 25 största i Sverige.

## Hamnen i staden
På 1600-talet låg en hamn vid Baggböle, men när Umeå stad grundades 1621 fick den en hamn som låg direkt öster om platsen för nuvarande Tegsbron. Mitt emot hamnen, på Teg, fanns Tegsvarven som försåg handelshusen med skepp. Umeå fick 1766 stapelstadsrätt, det vill säga rätt att bedriva import och export, gemensamt med resten av Västerbotten. Förtullningen utfördes till en början i Ratan fyra mil längre norrut, men från och med 1781 på Bredskär vid Umeälvens mynning där även en lotsstation inrättades.
1875 hade Umeå 53 egna skepp, av vilka 43 gick utrikes. Hamnområdet utgjordes fram till stadsbranden 1888 av små privata magasin och handelsbodar, men efter branden uppfördes från väster till öster von Ahnska magasinet, Hamnmagasinet och Tullmagasinet. I Tullmagasinet drev handelsmännen ett gemensamt aktiebolag.

## Djupviks hamn

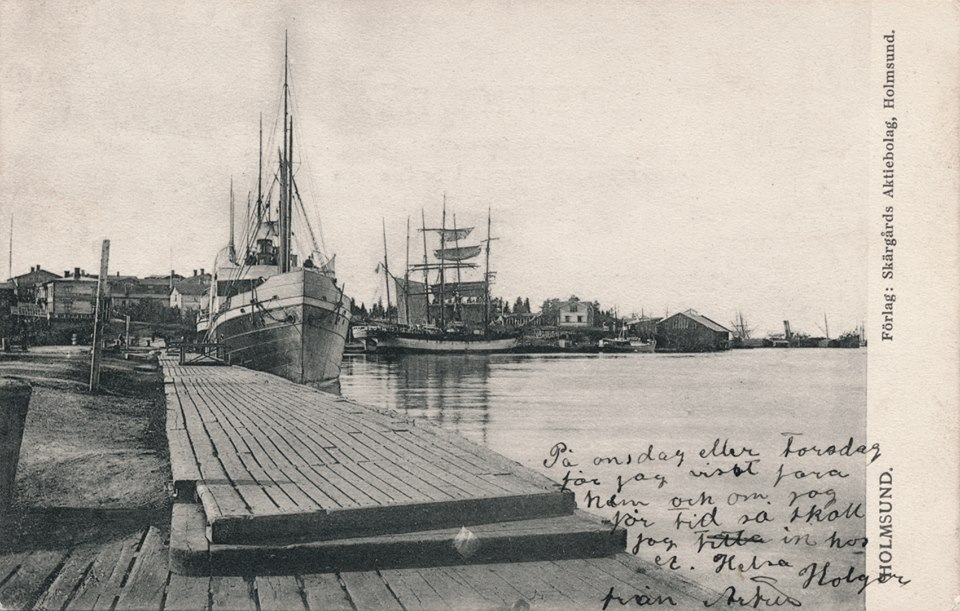
Holmsunds hamn i Djupvik (omkring 1908).

Redan i början av 1800-talet började farleden i Umeälven upp till Umeå bli så grund att större fartyg inte längre kunde använda den. När Umeå 1837 fick reguljära ångbåtsförbindelser med Stockholm kunde endast en del av båtarna gå upp till staden, och bara vid högt vattenstånd. Annars fick fartygen ankra vid Småholmssundet (Holmsund), men riktigt var är oklart. När Holmsund sedan industrialiserades under andra halvan av 1800-talet utvecklades en betydande hamn i Djupvik mellan Sandviks och Holmsunds sågverk.

## Umeå uthamn

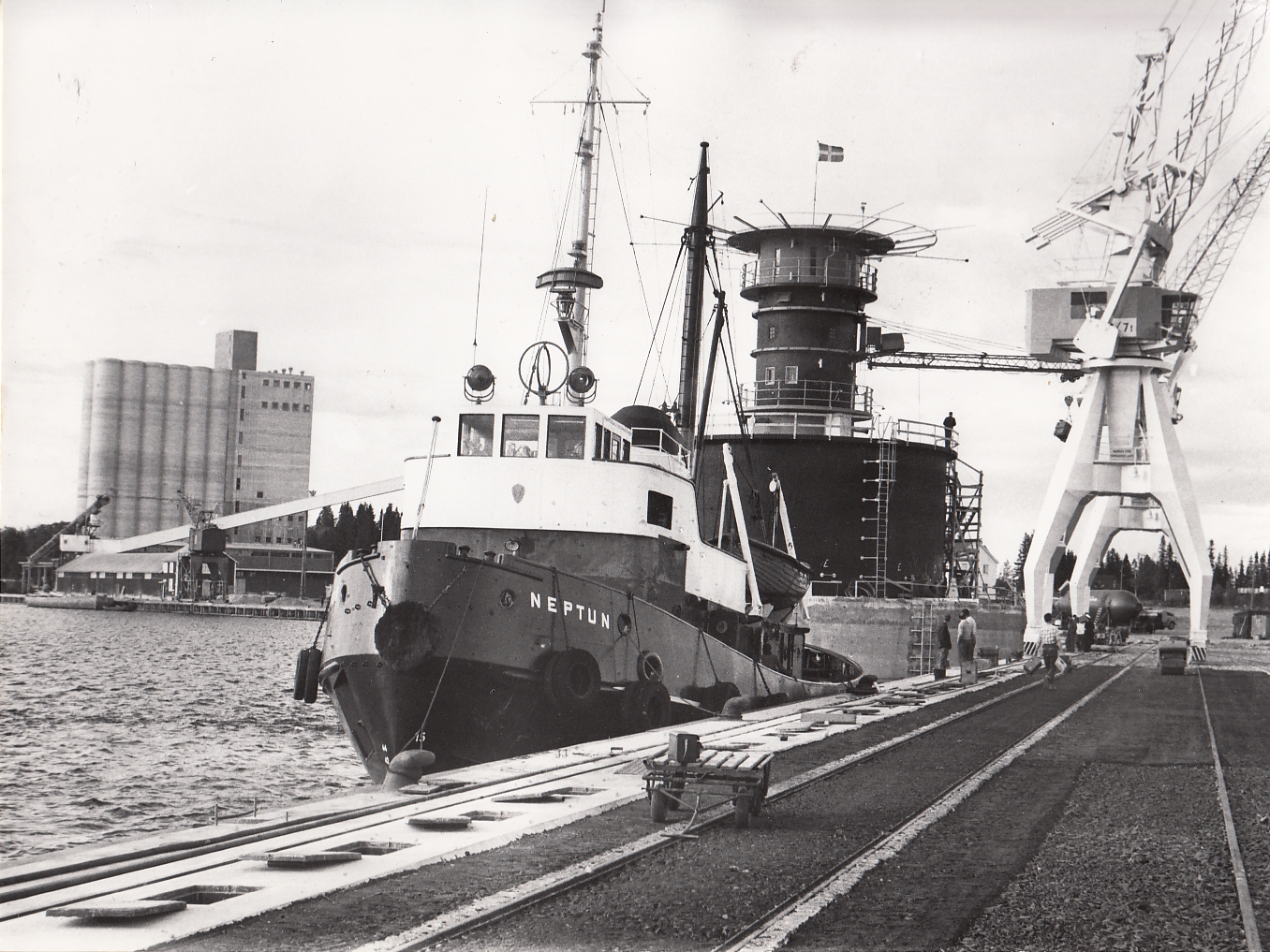
Sydostbrottens fyrkassun i Umeå uthamn 1961.

År 1919 anlades Umeå uthamn omedelbart söder om det område som disponerades av Holmsunds sågverk och därmed minskade Djupviks hamn successivt i betydelse. Umeå uthamn har sedan dess tillväxt söderut. Idag omfattar hamnområdet 92 hektar, med ett tiotal kajplatser, och administreras av Umeå Hamn AB, som ägs av Umeå kommun.
Förutom Wasalines dagliga färjeturer till Vasa i Finland trafikeras den året runt-öppna hamnen av cirka 1 000 fartyg per år. Godsomsättningen har ökat på senare år[när?] och var 2008 cirka 1,8 miljoner ton, vilket gjorde hamnen till en av Sveriges 25 största. Exporten domineras av skogsprodukter (trävaror och kraftliner), importen av flytande bränslen och cement.
Under 2013 byggdes en ny sträckning av E12 vid Umeå hamn och järnvägssträckan Vännäs–Umeå–Holmsund elektrifieras ända ut till färjeterminalen. Hela projektet kostnadsberäknades till cirka 160 miljoner kronor och medfinansierades bland annat av EU och Trafikverket.
Från 1 januari 2015 ingår hamnarna i Umeå och Vasa i det gemensamma bolaget Kvarken Ports Ltd (Kvarkenhamnar AB), som ägs av Umeå kommunföretag AB och Vasa Stad.

## Lotsning och fyrar

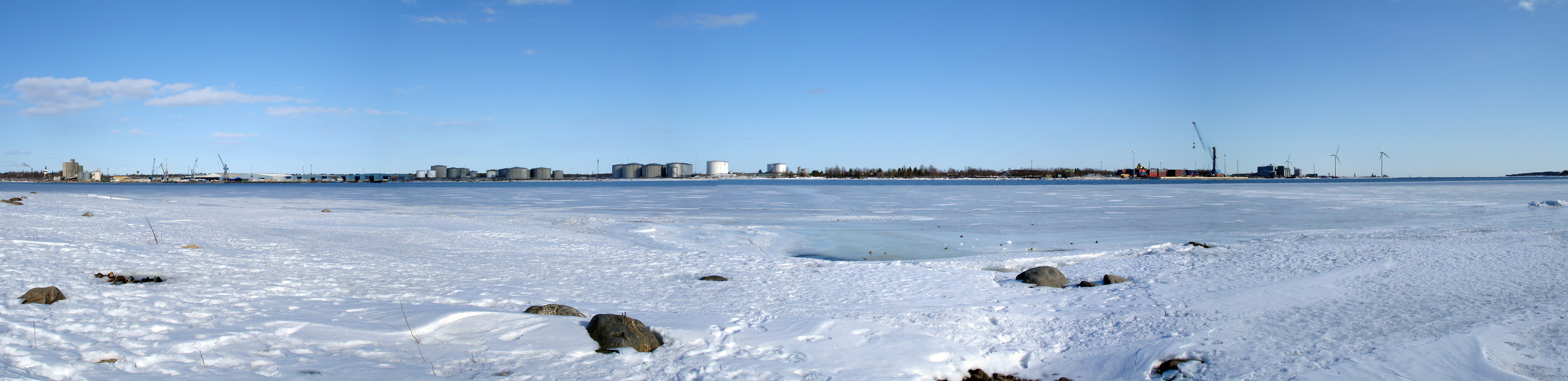
Panorama över Umeå hamn 2013, taget från Långhalsudden på Obbolasidan.

Från år 1781 sköttes lotsningen från och till Umeå hamn från lotsstationen på Bredskär vid Umeälvens mynning. Under 1800-talets första hälft utfördes mellan 40 och 100 lotsningar per år från Bredskär. Under andra halvan av 1800-talet steg antalet till 200–400. På 1960-talet utfördes i medeltal fler än 1 100 lotsningar per år. År 1984 flyttades lotsverksamheten från Bredskär till Hillskär i Umeå hamn.
År 1907 utprickades en ny farled för insegling till hamnen. I samband med detta byggdes angöringsfyren Fjärdgrund. För navigeringen i närområdet tillkom ensfyrar på nordöstra sidan av Bredskär samt på Långhalsudden på Obbolaön.